# Uridindiphosphat
Uridindiphosphat (kurz UDP) ist eine chemische Verbindung aus der Gruppe der Nukleotide (Ribonukleotide), welche sich vom Uridin ableitet. Es ist ein Ester der Diphosphorsäure mit dem Nukleosid Uridin und besteht aus einer Pyrophosphatgruppe, dem Zucker Ribose und der Nukleinbase Uracil.

## Biologische Bedeutung
Uridindiphosphat ist das bedeutendste, hauptsächlich am Kohlenhydratstoffwechsel beteiligte Uridin-Nucleotid und wirkt als Coenzym bei der Glykosylierung.
Uridindiphosphat entsteht bei einer katalysierten Reaktion von Glycogenin. Diese katalysiert die Addition von Glucose an sich selbst, indem es die erste UDP-Glucose, gebildet aus UTP und Glucose, an den Tyr-194-Rest seines aktiven Zentrums bindet, wobei Uridindiphosphat entsteht.
Glycogenin +   {\displaystyle \longrightarrow } 

 {\displaystyle \longrightarrow }   + 
UDP ist auch der Ausgangsstoff für die Synthese von dTTP (Desoxythymidintriphosphat), das für die DNA-Synthese gebraucht wird. Hierbei wird zunächst UDP durch die Ribonukleotid-Reduktase zu dUDP umgesetzt. Nach Dephosphorylierung zum dUMP wird dieses durch die Thymidylat-Synthase zum dTMP methyliert (vgl. Abbildung rechts). Als Methylgruppendonor fungiert hier N5,N10-Methylentetrahydrofolat. Das entstehende dTMP wird zum Triphosphat (dTTP) phosphoryliert und kann zur DNA-Synthese genutzt werden.

Synthese von dTMP (1b) aus dUMP (1a). Bei der Reaktion wird N^{5},N^{10}-Methylentetrahydrofolat (4) zu 7,8-Dihydrofolat (2) umgesetzt, was die Thymidylat-Synthase (A) katalysiert. Dieses wird unter NADPH-Verbrauch zu Tetrahydrofolat (3) durch die Dihydrofolat-Reduktase (B) reduziert. Die Serinhydroxymethyl-Transferase (C) regeneriert N^{5},N^{10}-Methylentetrahydrofolat schließlich unter Verbrauch von Serin.